# Тепловые машины
Тепловыми машинами в термодинамике называются периодически действующие тепловые двигатели и тепловые насосы (термокомпрессоры). Разновидностью тепловых насосов являются холодильные машины.  
Выбор принципа действия тепловой машины основывается  на требовании непрерывности рабочего процесса и неограниченности его во времени. Это требование несовместимо с односторонне направленным изменением состояния термодинамической системы, при котором монотонно изменяются её параметры. Единственной, практически осуществимой формой изменения системы, которая удовлетворяет этому требованию, является круговой процесс или круговой цикл, который периодически повторяется. Для функционирования тепловой машины необходимы следующие составляющие: источник тепла с более высоким температурным уровнем {\displaystyle (t_{1})}, источник тепла с более низким температурным уровнем {\displaystyle (t_{2})} и рабочее тело.

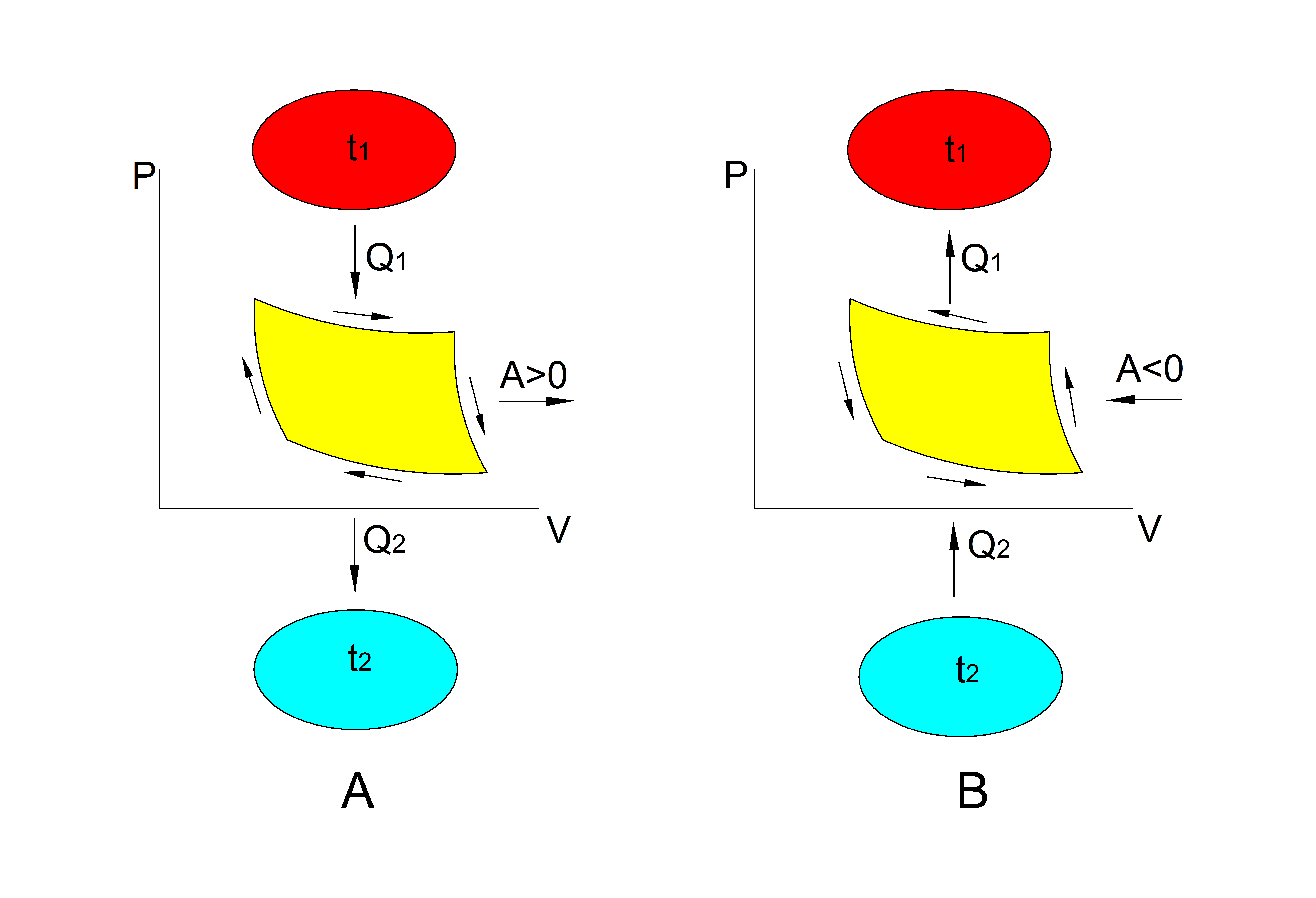
Рис.1. Тепловые машины

Тепловые двигатели осуществляют превращение теплоты в работу. В тепловых двигателях источник с более высоким температурным уровнем называется нагревателем, а источник с более низким температурным уровнем — холодильником. 
Необходимость наличия нагревателя и рабочего тела обычно не вызывает сомнений, что же касается холодильника, как конструктивной части тепловой машины, то он может отсутствовать.  В этом случае его функцию выполняет окружающая среда, например, в транспортных средствах. В тепловых двигателях используется прямой цикл A, схема которого показана на рис.1. Количество теплоты  {\displaystyle (Q_{1})} подводится из источника высшей температуры — нагревателя {\displaystyle (t_{1})} и частично отводится {\displaystyle (Q_{2})} к источнику низшей температуры — холодильнику {\displaystyle (t_{2})}.
Работа, произведённая тепловым двигателем, {\displaystyle (A)} согласно первому началу термодинамики равна разности количеств тепла подведённого  {\displaystyle (Q_{1})} и отведённого {\displaystyle (Q_{2})}:
{\displaystyle A=Q_{1}-Q_{2}}
Коэффициентом полезного действия (КПД) теплового двигателя называется отношение произведённой работы к подведённому извне количеству тепла: 
{\displaystyle \eta ={\dfrac {A}{Q_{1}}}=1-{\dfrac {Q_{2}}{Q_{1}}}}
В холодильных машинах и тепловых насосах используется обратный цикл — B. В этом цикле происходит перенос теплоты 
{\displaystyle (Q_{2})} от источника низшей температуры {\displaystyle (t_{2})}  к источнику высшей температуры {\displaystyle (t_{1})} (рис.1). Для осуществления этого процесса затрачивается подводимая внешняя работа {\displaystyle (A)}:
{\displaystyle A=Q_{1}-Q_{2}}
Эффективность работы холодильных машин определяется величиной коэффициента холодопроизводительности, равного отношению отнятого от охлаждаемого тела количества теплоты {\displaystyle (Q_{2})} к затраченной  механической работе {\displaystyle (A)} :
{\displaystyle \epsilon _{x}={\dfrac {Q_{2}}{A}}}
Холодильная машина может быть использована не только для охлаждения различных тел, но и для отопления помещений. Действительно, даже обычный бытовой холодильник, охлаждая помещённые в нём продукты, одновременно нагревает воздух в комнате. Принцип действия, лежащий в основе современных тепловых насосов,  заключается в использовании обращённого цикла тепловой машины для перекачки теплоты из окружающей среды в отапливаемое помещение. Основное отличие теплового насоса от холодильной машины состоит в том, что количество теплоты {\displaystyle Q_{1}} подводится к нагреваемому телу, например, к воздуху обогреваемого помещения, а количество теплоты  {\displaystyle Q_{2}} отнимается от менее нагретой окружающей среды.
Эффективность теплового насоса характеризуется коэффициентом преобразования (трансформации) или, как часто называют, отопительным коэффициентом {\displaystyle \epsilon _{o}}, который определяется как отношение полученного нагреваемым телом количества теплоты {\displaystyle Q_{1}} к затраченной для этого механической работе, либо работе электрического тока {\displaystyle A}:
{\displaystyle \epsilon _{o}={\dfrac {Q_{1}}{A}}}
Учитывая, что {\displaystyle Q_{1}=Q_{2}+A}, устанавливаем связь между отопительным и холодильным коэффициентами установки:
{\displaystyle \epsilon _{o}=\epsilon _{x}+1}
Так как отводимое от окружающей среды количество теплоты  {\displaystyle Q_{2}}  всегда отлично от нуля, то эффективность теплового насоса, в соответствии с её определением, будет больше единицы. Этот результат не противоречит второму началу термодинамики, запрещающему полное превращение тепла в работу, но не обратный процесс полного превращения теплоты в работу. Преимущество теплового насоса по сравнению с электронагревателем заключается в том, что на нагрев помещений используется не только преобразованная в теплоту электроэнергия, но и теплота, отобранная от окружающей среды. По этой причине эффективность тепловых насосов может быть гораздо выше обычных электронагревателей. 